# المپیادهای علمی جهان
المپیادهای علمی مجموعهٔ پیکارهای علمی سالانه است که در رشته‌های گوناگون دانشی برگزار می‌گردد. المپیادها میان دانش‌آموزان دبیرستانی کشورهای جهان است. هر کشور پس از انجام چند آزمون درونی میان دبیرستانیان سراسر کشورش، می‌تواند دو گروه پنج‌تایی (گروه اصلی و نیز گروه مهمان که هزینه‌اش به عهدهٔ کشور مهمان است) برای هر رشته معرفی کند. المپیاد جهانی نوجوانان هم برای زیر ۱۵ سال است.

## رشته‌های المپیادهای علمی
1. المپیاد جهانی ریاضی (از سال ۱۳۳۸ به جز ۱۳۵۹)
2. المپیاد جهانی فیزیک (از ۱۳۴۶ به جز ۱۳۵۲، ۱۳۵۷ و ۱۳۵۹)
3. المپیاد جهانی شیمی (از ۱۳۴۷ به جز ۱۳۵۰)
4. المپیاد جهانی داده‌ورزی (رایانه) (از ۱۳۶۸)
5. المپیاد جهانی زیست‌شناسی (از ۱۳۶۹)
6. المپیاد جهانی بوم‌شناسی (طرح‌های زیست‌محیطی) (از ۱۳۷۲)
7. المپیاد جهانی فلسفه (از ۱۳۷۲)
8. المپیاد جهانی جغرافی (از ۱۳۷۵)
9. المپیاد جهانی اخترشناسی (نجوم) (از ۱۳۷۵)
10. المپیاد جهانی زبان‌شناسی (از ۱۳۸۲)
11. المپیاد جهانی علوم نوجوانان برای زیر ۱۵ سال در رشته‌های فیزیک، شیمی و زیست‌شناسی (از ۱۳۸۳)
12. المپیاد جهانی علوم زمین (زمین‌شناسی) (از ۱۳۸۶)
13. المپیاد جهانی اخترشناسی و اخترفیزیک (نجوم و اخترفیزیک) (از ۱۳۸۶)
14. المپیاد جهانی هوش مصنوعی (از ۱۴۰۳)
15. المپیاد جهانی طرح‌های مخترعان جوان (از ۱۳۸۶)
16. المپیاد جهانی طرح‌های محیط زیست و پایداری (از ۱۳۸۹)
17. المپیاد جهانی هندسه (از ۱۳۹۳)
18. المپیاد جهانی تاریخ (از ۱۳۹۴)
19. المپیاد جهانی پزشکی (از ۱۳۹۵)
20. المپیاد جهانی نانو (از ۱۳۹۶)
21. المپیاد جهانی اقتصاد (از سال ۱۳۹۶)
22. المپیاد جهانی کارآفرینی (از ۱۳۹۹)

## International Olympiad List

### World
- Science Olympiads are international دانش‌آموز competitions. There are international science olympiads to date:

| Number       | Science                                                                         | Symbol    | Year       | Web                                                                        |
| Exam Base    | Exam Base                                                                       | Exam Base | Exam Base  | Exam Base                                                                  |
| ------------ | ------------------------------------------------------------------------------- | --------- | ---------- | -------------------------------------------------------------------------- |
| 1            | المپیاد جهانی ریاضی                                                             | IMO       | since 1959 | http://www.imo-official.org/                                               |
| 2            | المپیاد جهانی فیزیک                                                             | IPhO      | since 1967 | http://ipho.org/                                                           |
| 3            | المپیاد جهانی شیمی                                                              | IChO      | since 1968 | http://www.ichosc.org/                                                     |
| 4            | المپیاد جهانی کامپیوتر                                                          | IOI       | since 1989 | http://www.ioinformatics.org/index.shtml                                   |
| 5            | المپیاد جهانی زیست‌شناسی                                                         | IBO       | since 1990 | https://web.archive.org/web/20180820214151/http://www.ibo-info.org/        |
| 6            | المپیاد جهانی فلسفه                                                             | IPO       | since 1993 | http://www.philosophy-olympiad.org/                                        |
| 7            | المپیاد جهانی نجوم                                                              | IAO       | since 1996 | http://www.issp.ac.ru/iao/                                                 |
| 8            | المپیاد جهانی جغرافیا                                                           | iGeo      | since 1996 | http://www.geoolympiad.org/                                                |
| 9            | المپیاد جهانی زبان‌شناسی                                                         | IOL       | since 2003 | http://www.ioling.org/                                                     |
| 10           | المپیاد جهانی علوم نوجوانان                                                     | IJSO      | since 2004 | http://www.ijsoweb.org/                                                    |
| 11           | المپیاد جهانی علوم زمین                                                         | IESO      | since 2007 | http://www.ieso-info.org/                                                  |
| 12           | المپیاد جهانی نجوم و اخترفیزیک                                                  | IOAA      | since 2007 | https://web.archive.org/web/20181204214442/https://ioaa2017.posn.or.th/    |
| 13           | المپیاد جهانی هوش مصنوعی                                                        | IOAI      | since 2024 | https://ioai-official.org/                                                 |
| 14           | International Experimental Physics Olympiad                                     | IEPhO     | since 2013 | http://www.iepho.com بایگانی‌شده در ۱۵ آوریل ۲۰۲۱ توسط Wayback Machine      |
| 15           | International Foxford Olympiad                                                  | IFO       | since 2015 | http://foxford.com                                                         |
| 16           | International Medicine Olympiad                                                 | IMDO      | since 2016 | https://www.usmdo.org/                                                     |
| 17           | International Nanotechnology Olympiad                                           | INO       | since 2017 | http://nanoolympiad.org/                                                   |
| 18           | International Olympiad in Physics, Technology and Astronomy                     | IOPTA     | since 2017 | http://iopta.com                                                           |
| 19           | International Olympiad in Biology and Astronomy                                 | IOBA      | since 2017 | http://ioba.com                                                            |
| 20           | International Geometry Olympiad                                                 | IGO       | since 2014 | https://web.archive.org/web/20180908130502/http://igo-official.ir/?lang=en |
| Project Base |                                                                                 |           |            |                                                                            |
| 1            | International Environmental Project Olympiad                                    | INEPO     | since 1993 | https://web.archive.org/web/20180930024131/http://www.inepo.com/           |
| 2            | International Young Inventors Project Olympiad                                  | IYIPO     | since 2007 | https://web.archive.org/web/20160307085233/http://iyipo.ge/eng             |
| 3            | International Sustainable World Engineering Energy Environment Project olympiad | ISWEEEP   | since 2008 | http://isweeep.org/                                                        |
| 4            | International Environment and Sustainability Project Olympiad                   | INESPO    | since 2010 | http://www.inespo.org/                                                     |
| 5            | Global Environmental Issues and Us Olympiad                                     | GENIUS    | since 2011 | https://geniusolympiad.org/                                                |
| 6            | Golden Climate International Environmental Project Olympiad                     | GCIEPO    | since 2011 | http://www.goldenclimate.com/                                              |

### Regional

#### Asian Olympiad List
| Number       | Science                                 | Symbol    | Year       | Web                                                                   |
| Exam Base    | Exam Base                               | Exam Base | Exam Base  | Exam Base                                                             |
| ------------ | --------------------------------------- | --------- | ---------- | --------------------------------------------------------------------- |
| 1            | Asian Pacific Mathematics Olympiad      | APMO      | since 1989 | http://www.apmo-official.org/                                         |
| 2            | Asian Physics Olympiad                  | APhO      | since 2000 | https://web.archive.org/web/20180915150102/http://apho.ias-ntu.org/   |
| 3            | المپیاد جهانی نجوم                      | APAO      | since 2005 | http://www.issp.ac.ru/iao/apao/                                       |
| 4            | Asia-Pacific Informatics Olympiad       | APIO      | since 2007 | http://apio-olympiad.org/                                             |
| 5            | Asian Science and Mathematics Olympiad  | ASMO      | since 2010 | http://asmo2u.com/                                                    |
| 6            | Southeast Asian Mathematical Olympiad   | SEAMO     | since 2016 | http://www.seamo-official.org/                                        |
| Project Base |                                         |           |            |                                                                       |
| 1            | Euroasia Environmental Project Olympiad | INEPO     | since 2007 | https://web.archive.org/web/20160306185833/http://inepo-euroasia.com/ |

#### European Olympiad List
| Number       | Science                                      | Symbol    | Year       | Web                                                                   |
| Exam Base    | Exam Base                                    | Exam Base | Exam Base  | Exam Base                                                             |
| ------------ | -------------------------------------------- | --------- | ---------- | --------------------------------------------------------------------- |
| 1            | Balkan Mathematical Olympiad                 | BMO       | since 1984 |                                                                       |
| 2            | Balkan Olympiad in Informatics               | BOI       | since 1993 |                                                                       |
| 3            | Central European Informatics Olympiad        | CEOI      | since 1995 | http://ceoi.inf.elte.hu/                                              |
| 4            | Junior Balkan Mathematical Olympiad          | JBMO      | since 1997 |                                                                       |
| 5            | European Union Science Olympiad              | EUSO      | since 2003 | http://euso.eu/                                                       |
| 6            | South Eastern European Mathematical Olympiad | SEEMOUS   | since 2007 | http://www.massee-org.eu/                                             |
| 7            | Junior Balkan Olympiad in Informatics        | JBOI      | since 2007 |                                                                       |
| 8            | Middle European Mathematical Olympiad        | MEMO      | since 2007 |                                                                       |
| 9            | European Girls' Mathematical Olympiad        | EGMO      | since 2012 | https://www.egmo.org/                                                 |
| 10           | European Junior Olympiad in Informatics      | EJOI      | since 2017 | http://ejoi.org/                                                      |
| 11           | European Physics Olympiad                    | EuPhO     | since 2017 | http://eupho.ut.ee/                                                   |
| Project Base |                                              |           |            |                                                                       |
| 1            | Euroasia Environmental Project Olympiad      | INEPO     | since 2007 | https://web.archive.org/web/20160306185833/http://inepo-euroasia.com/ |

#### African Olympiad List
| Number       | Science                           | Symbol    | Year       | Web       |
| Exam Base    | Exam Base                         | Exam Base | Exam Base  | Exam Base |
| ------------ | --------------------------------- | --------- | ---------- | --------- |
| 1            | Pan-African Mathematics Olympiads | PAMO      | since 1987 |           |
| Project Base |                                   |           |            |           |

#### American Olympiad List
| Number       | Science                           | Symbol    | Year       | Web       |
| Exam Base    | Exam Base                         | Exam Base | Exam Base  | Exam Base |
| ------------ | --------------------------------- | --------- | ---------- | --------- |
| 1            | American Mathematics Competitions | AMC       | since 1950 |           |
| Project Base |                                   |           |            |           |

## المپیاد در ایران
در ایران المپیاد بسیار ارزشمند است و نشان‌آوران امتیازهای ویژه‌ای دارند. باشگاه دانش‌پژوهان جوان سرپرست این کار است. فاطمه مهاجرانی در خرداد ۱۳۹۷ خورشیدی اعلام کرد ایران تا پایان المپیادهای جهانی سال ۲۰۱۷ میلادی موفق به کسب ۶۸۱ مدال شده‌است. او دربارهٔ افت رتبه ایران در المپیادهای جهانی گفت: افت ایران به دلیل ضعف ساختار باشگاه دانش پژوهان جوان است، در دوران طلایی فعالیت باشگاه، ایران چندین سال رتبه برتر جهان شد و هم‌اکنون موفقیت شگفت‌انگیز ایران در سال‌های گذشته افت کرده‌است و ارزیابی کارشناسان نشان می‌دهد باشگاه دانش پژوهان جوان ماهیت و ساختار قبلی را ندارد. اگر این باشگاه استقلال مالی و حقوقی خود را پیدا کند اوضاع بهتر خواهد شد.

### المپیاد ساسمو
المپیاد ریاضی ساسمو (Singapore and Asian Schools Math Olympiad) یک مسابقه معتبر بین‌المللی ریاضی است که هر ساله برای دانش‌آموزان مقاطع دبستان و دبیرستان برگزار می‌شود. این المپیاد با هدف شناسایی استعدادهای برتر ریاضی و تشویق دانش‌آموزان به حل مسائل چالش‌برانگیز طراحی شده است. لمپیاد ساسمو برای اولین بار در سال ۲۰۰۶ در سنگاپور برگزار شد. از آن زمان، این مسابقه هر ساله به‌طور منظم برگزار شده و به یکی از معتبرترین مسابقات ریاضی برای دانش‌آموزان دبستانی و دبیرستانی تبدیل شده است. المپیاد ساسمو (SASMO) در ایران از حدود ۵ تا ۷ سال پیش آغاز شده است و دانش‌آموزان از طریق مراکز آموزشی معتبری مانند مؤسسه اردوش و آموزشگاه فیروزه در آن شرکت می‌کنند. این المپیاد که یک رقابت بین‌المللی در زمینه ریاضیات برای دانش‌آموزان ابتدایی و متوسطه است، به منظور ارتقای مهارت‌های ریاضی و تشویق تفکر منطقی و حل مسئله برگزار می‌شود. دانش‌آموزان ایرانی در سال‌های اخیر عملکرد خوبی در این المپیاد داشته‌اند و موفق به کسب مدال‌های طلا، نقره و برنز شده‌اند. در ابتدا این المپیاد با تعداد کمی شرکت‌کننده محلی آغاز شد، اما به تدریج با استقبال گسترده‌ای مواجه شد و در حال حاضر تعداد زیادی از کشورهای آسیایی در آن شرکت می‌کنند. هدف اصلی ساسمو ارتقای مهارت‌های ریاضی و تشویق دانش‌آموزان به تفکر خلاق و حل مسئله است. ساسمو در دو سطح ابتدایی و متوسطه برگزار می‌شود و سوالات آن شامل مباحثی مانند جبر، هندسه، ترکیبیات و نظریه اعداد است. این المپیاد معمولاً در یک روز و در مدت زمان ۲ تا ۳ ساعت برگزار می‌شود. در سال ۲۰۲۵ بیش از ۱۷۰۰ دانش آموز ایرانی موفق به کسب مدال شدند. مدال آوران ساسمو می‌توانند در دو المپیاد مرحله فاینال با نام SIMOC و IJMO شرکت نمایند.
در سال ۲۰۰۶ پروفسور Yeo Boon Wooi استاد برجسته آموزش ریاضی و عضو کمیته المپیاد ریاضی سنگاپور با همراهی دو تن از همکارانش،"المپیاد ریاضی مدارس سنگاپور و آسیا (SASMO) "را بنیان نهادند. این رقابت‌ها از ۱۵۵ شرکت کننده محلی در سال ۲۰۰۶ به بیش از ۳۰٬۰۰۰ شرکت‌کننده از ۲۰ کشور آسیایی در سال ۲۰۱۸ گسترش یافته است. در سال ۲۰۱۹، ایران به عنوان بیست و یکمین کشور آسیایی به مسابقه بین‌المللی ریاضی ساسمو پیوست و از آن پس دانش آموزان مستعد ایرانی می‌توانند به راحتی با شرکت در این رویداد بین‌المللی درکشور ایران با دانش آموزان علاقه‌مند بیش از ۴۰ کشور جهان به رقابت بپردازند.